# Günter Seling

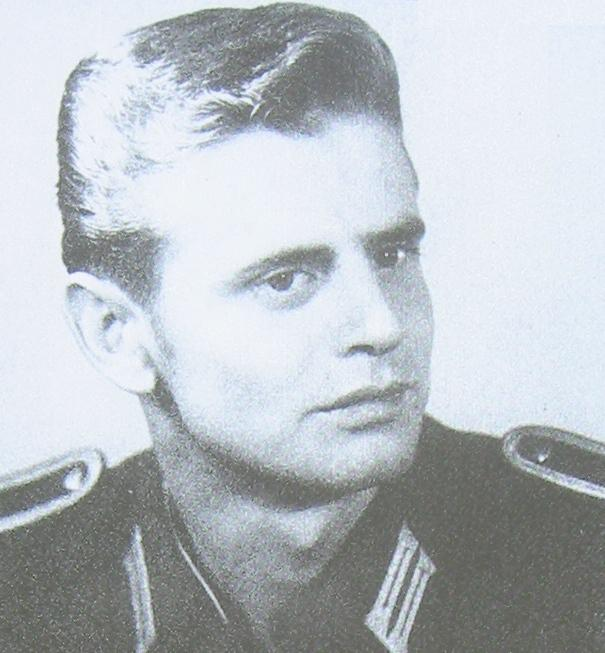
Foto von Günter Seling an einer Gedenkstelle der Berliner Mauer

Günter Seling (* 28. April 1940 in Stahnsdorf; † 30. September 1962 in Kleinmachnow) war ein Unteroffizier der Grenztruppen der DDR, der im Dienst von einem Kameraden erschossen wurde. Er wird zu den Todesopfern der Berliner Mauer gezählt.

## Leben
Günter Seling wuchs in Stahnsdorf auf und lebte dort bis zu seinem Tod im Hause seiner Eltern. Mit 19 Jahren meldete er sich freiwillig zum Dienst in der Nationalen Volksarmee, bei der er in der Grenzkompanie Heinersdorf an der Grenze zu Berlin-West eingesetzt wurde. Am Morgen des 29. September 1962 ging er im Bereich Teltow-Seehof in dichtem Nebel auf einer unangekündigten Postenkontrolle in den Postenbereich des Soldaten W. Als W. die Geräusche des herannahenden Seling vernahm, lud er seine Maschinenpistole durch. Er schoss viermal auf Seling und traf ihn mit einer Kugel in den Kopf. Die Umstände des Vorfalls sind unterschiedlich dokumentiert. Während ein Bericht von einem versehentlichen Auslösen der Maschinenpistole ausgeht, besagt ein anderer, dass eine Verwechslung vorlag. W. soll demnach Seling für einen Flüchtling gehalten haben.
Schwer verletzt wurde Günter Seling in ein Krankenhaus gebracht und dort notoperiert. Er starb um 3 Uhr morgens am Folgetag. Anders als bei anderen im Dienst getöteten Grenzern gab es in der DDR keine Berichterstattung von seinem Tod oder Begräbnis mit militärischen Ehren. In Westdeutschland berichteten Die Welt und der Berliner Tagesspiegel am 11. Oktober 1962 von einem Begräbnis eines Grenzsoldaten, der von einem Kameraden erschossen wurde. Der Soldat W. wurde inhaftiert, sein weiteres Schicksal in der DDR ist nicht dokumentiert. Erneute Ermittlungen nach der deutschen Wiedervereinigung wurden eingestellt, weil sich keine Tötungsabsicht nachweisen ließ und von einem Unfall ausgegangen wurde.